# 曹宣公
曹宣公（？—前578年），即姬彊，一作姬庐，為春秋諸侯國曹國君主之一，他為曹文公兒子，承襲曹文公擔任該國君主，在位17年。前578年，曹宣公參加麻隧之戰，死於軍中。其子子臧送葬。公子負芻在國內殺太子，即位是為曹成公。子臧安葬父親宣公後，要流亡外國，曹國人都跟從他。曹成公告罪，請子臧回國。